# SSL VPN
SSL VPN (Secure Sockets Layer Virtual Private Network) est un type de VPN qui fonctionne au-dessus de Transport Layer Security (TLS) et qui est accessible avec un navigateur web ou un client lourd (OpenVPN, AnyConnect), permettant des ouvertures de sessions https. Il permet aux utilisateurs d'établir une connexion sécurisée au réseau intranet depuis n'importe quel ordinateur possédant un navigateur web ou le client adéquat. Plusieurs fournisseurs proposent des solutions VPN SSL.